# Cyclosa confraga
Cyclosa confraga är en spindelart som först beskrevs av Tord Tamerlan Teodor Thorell 1892.  Cyclosa confraga ingår i släktet Cyclosa och familjen hjulspindlar. Inga underarter finns listade i Catalogue of Life.